# ابوت (آرکانزاس)
ابوت، ارکانساس (به انگلیسی: Abbott, Arkansas) در ایالات متحده آمریکا است که در آرکانزاس واقع شده‌است.